# National Olympic Committee of Sierra Leone
Das National Olympic Committee of Sierra Leone ist das Nationale Olympische Komitee von Sierra Leone.
Das NOK wurde 1964 gegründet und im selben Jahr vom Internationalen Olympischen Komitee anerkannt. Seit dem 11. Mai 2013 ist Patrick Coker der Präsident des NOKs mit Sitz in der Hauptstadt Freetown.